# Accident de bus à Anshun
 (juillet 2020).
Si vous disposez d'ouvrages ou d'articles de référence ou si vous connaissez des sites web de qualité traitant du thème abordé ici, merci de compléter l'article en donnant les références utiles à sa vérifiabilité et en les liant à la section « Notes et références ».
L'accident de bus à Anshun est un accident de bus survenu le 7 juillet 2020 à Anshun, au Guizhou, dans le sud-ouest de la Chine lorsqu'un bus local a fait un virage serré et s'est écrasé dans le réservoir de Hongshan (en) dans le district de Xixiu. Au moins 21 personnes sont mortes et 16 autres ont été blessées. Des candidats à l'examen de Gaokao se trouvaient parmi les passagers du bus.

## Accident
Vers 12 h 17, l'autobus a soudainement effectué un virage serré, s'est précipité sur les voies opposées et s'est écrasé dans le garde-corps de la route, et est tombé sur le talus dans le réservoir de Hongshan. Une séquence vidéo de l'accident montre l'autobus se déplaçant lentement sur la route avant d'effectuer un virage à gauche soudain, traversant six voies de circulation et franchissant une barrière de sécurité avant de s'écraser dans l'eau.
Un survivant a rappelé l'accident dans une interview : « Quand l'autobus est tombé sur la rivière, le verre s'est brisé, l'eau a coulé immédiatement. J'ai nagé au moment de l'impact. »

## Opérations de sauvetage
À 13 h 30, le Corps d'incendie et de sauvetage du Guizhou a mobilisé 19 camions de pompiers, 21 canots pneumatiques et 97 membres du personnel de sauvetage (dont 17 plongeurs) sur les lieux pour les secours. Confié par le secrétaire du Parti Sun Zhigang (en), le gouverneur Shen Yiqin (en) s'est précipité sur les lieux de l'accident pour organiser des secours. Le ministre de la Sécurité publique Zhao Kezhi a nommé Du Hangwei, vice-ministre de la Sécurité publique, pour diriger un groupe de travail à Anshun pour guider l'enquête sur les causes de l'incident.
À 23 heures, les 37 personnes à bord avaient été récupérées, dont 16 blessées, 20 sans signes vitaux et 1 mort confirmée. Parmi les 37 passagers, 12 étaient des étudiants, dont cinq ne présentaient aucun signe vital, six étaient sous traitement et un était sorti de l'hôpital. Il a été rapporté que le conducteur était parmi les morts.

## Enquête
Le Département de la sécurité publique de la province du Guizhou a mis en place un groupe spécial pour enquêter sur la cause de l'accident. Le chauffeur, surnommé Zhang, était un homme de 52 ans du district de Xixiu de la ville d'Anshun. Il était titulaire d'un permis de conduire A1 et conduisait l'autobus no 2 depuis 1997.
Le 12 juillet, les enquêteurs ont annoncé que l'accident avait été causé intentionnellement par le chauffeur, mécontent que sa maison louée ait été démolie. Dans le communiqué, la police a annoncé qu'en 2016, sa maison publique qu'il louait à son entreprise avait été incluse dans un programme de rénovation d'un bidonville qu'il avait signé un accord de 72 542,94 yuans qu'il n'avait jamais reçu. Tôt le matin du 7 juillet, il est rentré chez lui et l'a trouvé sur le point d'être démoli. Il a appelé un autre chauffeur de bus et a dit qu'il voulait changer de quart de travail environ deux heures plus tôt. La police a également allégué qu'il avait acheté et bu de l'alcool avant et pendant la conduite du bus avant de conduire intentionnellement dans le réservoir.